# Parlamentswahl in Finnland 2007
- VAS: 17
- SDP: 45
- VIHR: 15
- RKP: 10
- KESK: 51
- KOK: 50
- KD: 7
- PS: 5

Die Parlamentswahl in Finnland 2007 fand am 18. März 2007 statt. Es war die Wahl zum 35. finnischen Parlament.
Sieger der Wahl wurde wie bereits 2003 mit 23,1 % die Finnische Zentrumspartei unter der Führung von Matti Vanhanen vor der Nationalen Sammlungspartei mit 22,3 %, die die größten Gewinne einfuhr. Die Sozialdemokratische Partei Finnlands, 2003 zweitstärkste Kraft, verlor über drei Prozentpunkte. Von den kleineren Partei stachen vor allem die Basisfinnen hervor, die ihr Ergebnis von 1,6 % auf 4,1 % steigerten.
Dieselben acht Parteien wie 2003 schafften den Einzug in das Parlament. Die Regierung Vanhanen I aus Zentrum, Sozialdemokraten und Schwedischer Volkspartei wurde nach der Wahl durch die Regierung Vanhanen II aus Zentrum, Nationaler Sammlungspartei, Grünen und Schwedischer Volkspartei abgelöst.

## Teilnehmende Parteien
Es traten 18 verschiedene Parteien zur Wahl an.
Folgende Parteien waren bereits im Parlament vertreten:
| Logo | Logo | Partei | Ausrichtung        | Spitzenkandidat |
| ---- | ---- | --- | ------------------ | --------------- |
|      |      | Finnische Zentrumspartei Suomen Keskusta (KESK) Centern i Finland                                                | sozialliberal      | Matti Vanhanen  |
|      |      | Sozialdemokratische Partei Finnlands Suomen Sosialidemokraattinen Puolue (SDP) Finlands Socialdemokratiska Parti | sozialdemokratisch | Eero Heinäluoma |
|      |      | Nationale Sammlungspartei Kansallinen Kokoomus (KOK) Samlingspartiet                                             | konservativ        | Jyrki Katainen  |
|      |      | Linksbündnis Vasemmistoliitto (VAS) Vänsterförbundet                                                             | sozialistisch      | Martti Korhonen |
|      |      | Grüner Bund Vihreä liitto (VIHR) Gröna förbundet                                                                 | grün               | Tarja Cronberg  |
|      |      | Finnische Christdemokraten Kristillisdemokraatit (KD) Kristdemokraterna                                          | christdemokratisch | Päivi Räsänen   |
|      |      | Schwedische Volkspartei Ruotsalainen kansanpuolue (RKP) Svenska folkpartiet (SFP)                                | liberal            | Stefan Wallin   |
|      |      | Basisfinnen Perussuomalaiset (PS) Sannfinländarna                                                                | rechtspopulistisch | Timo Soini      |

## Wahlergebnis
| Listen                                                                         | Listen                                     | Stimmen   | %    | +/-  | Mandate | +/- |
| ------------------------------------------------------------------------------ | ------------------------------------------ | --------- | ---- | ---- | ------- | --- |
|                                                                                | Finnische Zentrumspartei (KESK)            | 640.428   | 23,1 | −1,6 | 51      | −4  |
|                                                                                | Nationale Sammlungspartei (KOK)            | 616.841   | 22,3 | +3,7 | 50      | +10 |
|                                                                                | Sozialdemokratische Partei Finnlands (SDP) | 594.194   | 21,4 | −3,1 | 45      | −8  |
|                                                                                | Linksbündnis (VAS)                         | 244.296   | 8,8  | −1,1 | 17      | −2  |
|                                                                                | Grüner Bund (VIHR)                         | 234.429   | 8,5  | +0,5 | 15      | +1  |
|                                                                                | Finnische Christdemokraten (KD)            | 134.790   | 4,9  | −0,4 | 7       | –   |
|                                                                                | Schwedische Volkspartei (RKP)              | 126.520   | 4,6  | ±0,0 | 9       | +1  |
|                                                                                | Basisfinnen (PS)                           | 112.256   | 4,1  | +2,5 | 5       | +2  |
|                                                                                | Kommunistische Partei Finnlands (SKP)      | 18.277    | 0,7  | −0,1 | –       | ±0  |
|                                                                                | Seniorenpartei Finnlands (SSP)             | 16.715    | 0,6  | +0,4 | –       | ±0  |
|                                                                                | Unabhängigkeitspartei                      | 5.541     | 0,2  | +0,2 | –       | ±0  |
|                                                                                | Die Blau-Weißen des Finnischen Volkes      | 3.913     | 0,1  | −0,1 | –       | ±0  |
|                                                                                | Liberale (LIB)                             | 3.171     | 0,1  | −0,2 | –       | ±0  |
|                                                                                | Für die Armen                              | 2.521     | 0,1  | ±0,0 | –       | ±0  |
|                                                                                | Kommunistische Arbeiterpartei (KTP)        | 2.007     | 0,1  | ±0,0 | –       | ±0  |
|                                                                                | Arbeiterpartei Finnlands (STP)             | 1.764     | 0,1  | Neu  | –       | Neu |
|                                                                                | Isänmaallinen Kansallis-Liitto (IKL)       | 821       | 0,0  | N/A  | –       | N/A |
|                                                                                | Yhteisvastuu puolue                        | 164       | 0,0  | Neu  | –       | Neu |
|                                                                                | Sonstige 1                                 | 12.588    | 0,5  | −    | 1       | ±0  |
| Gesamt                                                                         | Gesamt                                     | 2.771.236 | 100  |      | 200     | –   |
|                                                                                |                                            |           |      |      |         |     |
| Ungültige Stimmen                                                              | Ungültige Stimmen                          | 19.516    | 0,7  | –0,1 |         |     |
| Wähler                                                                         | Wähler                                     | 2.790.752 | 65,0 | –1,7 |         |     |
| Wahlberechtigte                                                                | Wahlberechtigte                            | 4.292.436 |      |      |         |     |
|                                                                                |                                            |           |      |      |         |     |
| Quellen: Tilastokeskus: Ergebnis im Detail – Tulospalvelu: Nationales Ergebnis |                                            |           |      |      |         |     |

### Åland
Wahlkreis Åland (Ahvenanmaa, VP05).
| Listen            | Listen                                  | Stimmen | %    | Mandate |
| ----------------- | --------------------------------------- | ------- | ---- | ------- |
|                   | Borgerlig Allians (AC – FS – Lib – ObS) | 9.561   | 85,6 | 1       |
|                   | Ålands Sozialdemokraten                 | 1.607   | 14,4 | –       |
| Gesamt            | Gesamt                                  | 11.168  | 100  | 1       |
|                   |                                         |         |      |         |
| Ungültige Stimmen | Ungültige Stimmen                       | 348     | 3,0  |         |
| Wähler            | Wähler                                  | 11.516  | 45,9 |         |
| Wahlberechtigte   | Wahlberechtigte                         | 25.111  |      |         |

## Regierung
Vanhanen bildete eine Regierung mit der Nationalen Sammlungspartei, dem Grünen Bund und der Schwedischen Volkspartei. Nachdem er 2009 seinen Rücktritt angekündigt hatte, übernahm am 22. Juni 2010 Mari Kiviniemi das Amt.
1. Kabinett Vanhanen II – Matti Vanhanen (Zentrum) – Regierung aus Zentrum, Nationaler Sammlungspartei, Grünem Bund und Schwedischer Volkspartei (10. April 2007 bis 22. Juni 2010)
2. Kabinett Kiviniemi – Mari Kiviniemi (Zentrum) – Regierung aus Zentrum, Nationaler Sammlungspartei, Grünem Bund und Schwedischer Volkspartei (22. Juni 2010 bis 22. Juni 2011)